# Terremoto de Valdivia de 1737
El Terremoto de Valdivia de 1737 fue un evento sísmico que afectó la zona sur y extremo sur de Chile, con el epicentro cerca de Valdivia. El terremoto ocurrió en una zona de difícil acceso para la época y no existe un gran número de registros históricos.

## Antecedentes
Existen muy pocos archivos históricos sobre el terremoto que ocurrió en Nochebuena de 1737.

## Evento sísmico
Antes del sismo principal, existieron sismos de mediana intensidad durante el 23 de diciembre.
El sismo en Valdivia ocurrió el 24 de diciembre de 1737 y produjo el derrumbe de casas, hundimiento de terreno y el desborde de ríos. El movimiento telúrico fue acompañado de tres grandes réplicas y por la erupción del volcán Osorno. Se señala que el sismo duró cerca de 25 minutos, las personas no podían mantenerse de pie, y que las edificaciones y fortificaciones en Valdivia y Chiloé sucumbieron ante el terremoto.
No existe evidencia histórica que indique un tsunami de gran magnitud, ya que la ciudad de Valdivia se encuentra tierra adentro, al lado del río Calle-Calle y los poblados de la isla de Chiloé se encontraban en el borde interno de la isla.
La geóloga chilena Paula Ditzel Joost señala en su tesis que este terremoto fue un evento localizado que fracturó cerca de 50 kilómetros de costa valdiviana, produciendo un alzamiento costero y la formación de una terraza inferior.

## Consecuencias
José Antonio Manso de Velasco fue el militar que gobernó Chile entre 1737 y 1745. Este tuvo que hacerse cargo de las obras de reconstrucción producto de este terremoto.